# Тупак Амару II
Ту́пак Ама́ру II, настоящее имя Хосе́ Габриэ́ль Кондорка́нки Ноге́ра (исп. Túpac Amaru II, José Gabriel Condorcanqui Noguera; 19 марта 1738, Тинта — 18 мая 1781, Куско) — латиноамериканский революционер, организатор и руководитель восстания коренных народов против испанских колониальных властей в Перу. Имя взял в честь последнего правителя империи инков Тупака Амару. Несмотря на то что восстание не увенчалось успехом, Тупак Амару II стал символом освобождения Перу от испанского владычества.

## Биография
Тупак Амару II родился в деревне Суримана провинции (коррехимьенто) Тинта, неподалёку от города Куско, при рождении получив испанское имя Хосе Габриэль Кондорканки. Его прадед по мужской линии был сыном дочери последнего Сапа-инки Тупак Амару I. Деревня Суримана вместе с двумя другими населёнными пунктами (Пампамарка и Тунгасука) входила в наследственное владение (касиказго) семейства Тупак Амару. Образование он получил в специальном иезуитском колледже для детей индейской знати и касиков. Из колледжа он вышел со знанием испанского и латинского языков. При его неустанном стремлении к самообразованию это позволило ему стать одним из культурнейших людей своего времени, что признавали впоследствии даже его враги. После смерти своего старшего брата Хосе Габриэль Кондорканки стал наследником титула и родовых земель. Вступив во владение касиказго, он занялся торговлей, стал часто бывать в Лиме и Куско и поддерживать контакты с различными группами населения вице-королевства Перу и Ла-Плата.
В 1758 году женился на Микаэле Бастидас Пуюкауа, перуанке афро-индейского происхождения (см. самбо).
Хосе Габриэль Кондорканки рано остался без родителей, получил в наследство стадо мулов и лошадей, после чего занялся перевозкой товаров. Перевозя сахар, вино и многие другие товары заработал состояние и получил определённый вес в обществе, но по его занятиям испанцы пренебрежительно называли его «погонщиком».
Разъезжая по стране, Хосе Габриэль Кондорканки всё больше убеждался в угнетённом положении коренных народов Перу, везде он видел нищету и бесправие индейцев. Всё больше он убеждался в необходимости борьбы с испанскими колониальными властями. Сначала он попытался законными способами добиться равных прав для коренного населения, но власти в Лиме приказали ему возвращаться в родовые земли и там дожидаться решения, которого так и не последовало. Тогда он решил искать правды в Испании, но, помня о судьбе своего дяди, который посещал короля Карлоса III с прошением за перуанских индейцев, но пропал без вести на обратном пути в Перу, и Кондорканки отказался от этой идеи.
Среди коренного населения Перу авторитет Хосе Габриэля Кондорканки всё больше увеличивался, в нём они видели не только своего соплеменника, но и лидера, способного изменить сложившуюся ситуацию. Куда бы он ни приезжал, везде индейскими вождями ему оказывалось почтение и многие признавали в нём наследника Тупак Амару. Именно тогда, по мнению некоторых историков, у него созрел план вооружённого восстания.

## Восстание
4 ноября 1780 года Тупак Амару II находился на обеде, организованном священником, на том же обеде находился высокопоставленный чиновник колониальных властей Антонио де Ариха. Воспользовавшись нетрезвым состоянием чиновника, Тупак Амару с несколькими помощниками захватили его и вывезли в дом одного из индейских вождей в Тунгасуку, где принудили подписать ряд важных документов, в том числе и к казначею города Тинта с просьбой отправить все деньги, оружие и мулов, находящихся в его распоряжении, в Тунгасуку. Казначей, будучи не в курсе последних событий, решил, что речь идёт о нападении пиратов или бандитов, и послал повстанцам оружие и деньги.
10 ноября на центральной площади был зачитан поддельный документ от имени испанского короля, по которому Антонио де Ариха признаётся государственным преступником за многолетнее угнетение коренного населения Перу, после чего Антонио де Ариха был повешен. Также от имени испанского короля был зачитан поддельный указ, отменявший все налоги и повинности, возложенные на коренное население. Вскоре повстанцами были захвачены ещё несколько соседних городов, где также от имени короля зачитывались поддельные указы. Армия повстанцев к тому моменту насчитывала около 6 тысяч воинов. Изначально везде, где оказывался Тупак Амару II, он заявлял, что действует от имени испанского короля Карлоса III и против колониальных властей, которые обманывают короля и ведут несправедливую политику в отношении коренного населения Перу.
В Куско испанские власти запаниковали, видя размах восстания, и стали спешно собирать армию. Испанцы собрали около 1500 солдат, среди которых были и верные короне индейцы, и направили войска навстречу повстанцам. Сражение состоялось возле городка Сангарара и окончилось уверенной победой восставших во главе с Тупак Амару II. В сражении погибло 578 испанцев; число погибших индейцев неизвестно, но среди повстанцев также были большие потери. Сражение показало, что Тупак Амару был не в состоянии полностью контролировать индейцев, которые зверски пытали и казнили захваченных испанцев, мстя тем самым за многолетнюю оккупационную политику, после чего он для развития набиравшей обороты революции стал искать поддержки у креольского населения Перу. Но индейцы всё больше выходили из под контроля Тупак Амару и убивали любых неиндейцев, будь то белые, метисы или негры. Изначально поддерживавшие Тупак Амару II креолы города Куско поменяли своё мнение и стали совместно с испанцами готовиться к обороне города.
Тупак Амару II осадил Куско, но, не сумев из-за грамотной обороны с первого штурма взять город, отступил к Тинте, опасаясь подкрепления, следовавшего к осаждённым из Лимы. Этим манёвром он упустил инициативу, и пришедшее подкрепление из Лимы исключило возможность захвата Куско. Потерпев несколько поражений, он был окружён между городами Тинта и Сангарара и после предательства двоих высших офицеров, полковника Вентуры Ландаэты и капитана Франсиско Круса, был вместе с оставшимися сторонниками захвачен в плен.
Расправа с Тупак Амару II была более чем жестокой, по приговору испанского суда его следовало волочить по земле до места казни. На его глазах казнили его жену Микаэлу Бастидас Пуюкахуа, сына Иполито и ближайшего его соратника, брата жены Антонио Бастидаса. К смерти был также приговорён 12-летний сын Тупак Амару II Фернандо, но его приговор был изменён на тюремное заключение, и всю оставшуюся жизнь он провёл в тюрьме в Испании. Также на его глазах были казнены ближайшие его последователи и соратники, после чего там же, на главной площади Куско, где более двухсот лет назад был казнён его предок Тупак Амару I, казнили самого Хосе Габриэля Тупак Амару II. Сначала ему был вырван язык, затем его собирались четвертовать, но по свидетельству очевидцев лошади очень долго не могли разорвать его тело, и по приказу одного из палачей Тупак Амару был обезглавлен и только затем четвертован.
Хотя Тупак Амару II и был казнён, поднятое им восстание продолжалось ещё два года. Испанцы жестоко подавляли различные случаи неповиновения, но это приводило лишь к новым конфликтам. Более того, восстания вспыхивали не только в Перу, а распространились по всем колониям Южной Америки. Так, например, один из последователей Тупак Амару II на 109 дней взял в осаду город Ла-Пас, которую удалось снять только с применением огромного количества войск и средств. С применением ужасающего террора и репрессий, ценой огромных усилий испанцам всё же удалось подавить восстания, после чего ими было решено полностью уничтожить остатки индейской культуры. Была истреблена почти вся индейская аристократия, запрещено наследование титулов вождей и были уничтожены все символы их власти, также были запрещены многие элементы национальной одежды инков. Индейцев пытались заставить разговаривать только на испанском языке.
Восстание Тупак Амару наметило для южноамериканских колоний путь к независимости. Впоследствии он стал символом революционной борьбы в Латинской Америке. Уже через сорок лет после восстания в Южной Америке началась война за независимость.

## В нумизматике
Тупак Амару ІІ изображался на монетах Перу в период с 1971 по 1983 года.